# 메소히푸스

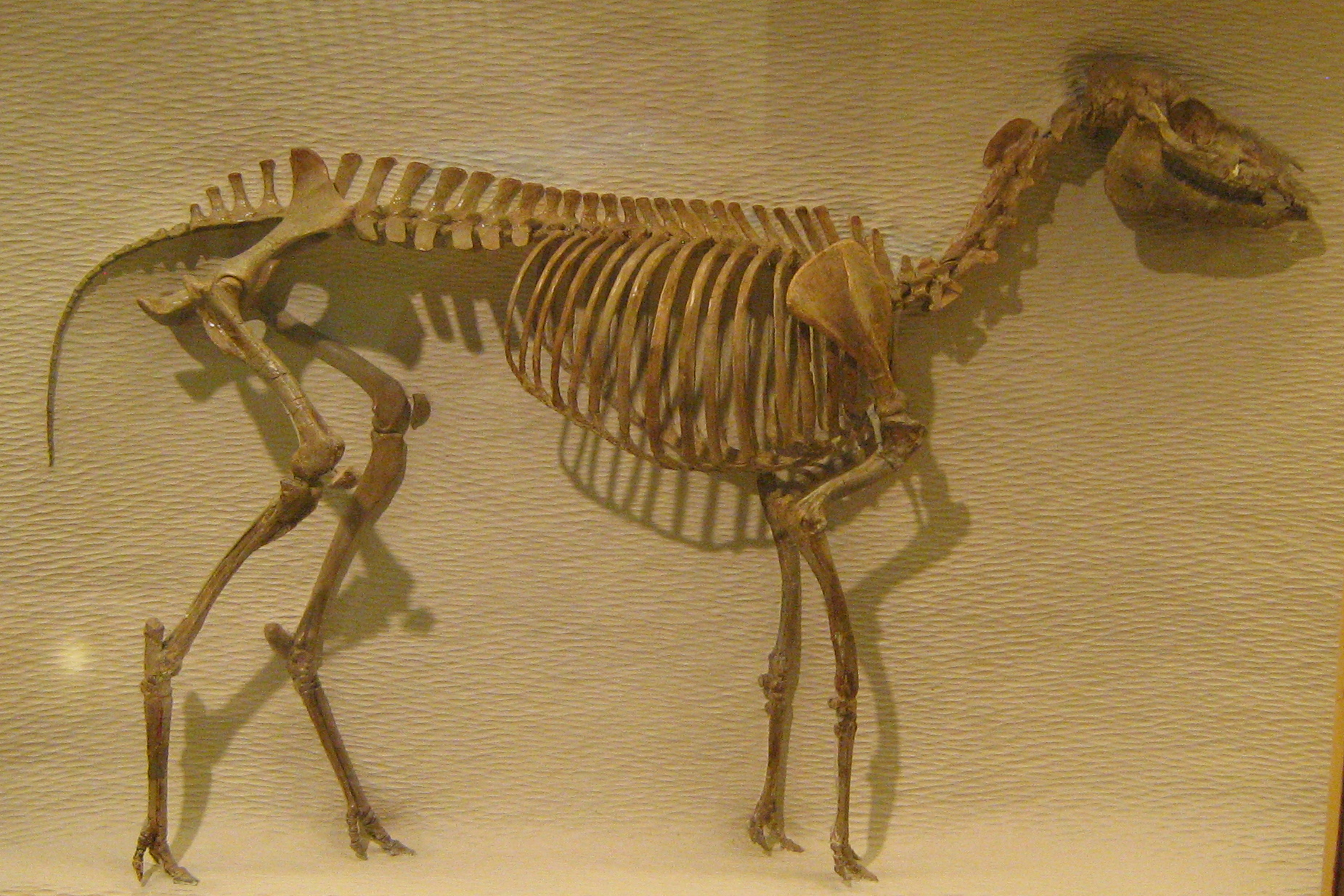

메소히푸스(Mesohippus)는 제3기 올리고세 초기부터 마이오세 초기인 약 4천만년 전에서 2800만년 전까지 생존한 유제류에 속하는 멸종한 말의 하나이다. 1875년 미국 사우스다코타의 배드랜드 지역에서 최초로 발견되었다. 화석은 북아메리카 네브래스카주, 아이오와주, 와이오밍주, 캘리포니아주 등 미국 내 여러 지역에서 발견되었다. 거의 완벽한 말의 형태를 하고 있으며, 현재의 말, 당나귀와 비슷한 크기의 두뇌를 갖고 있다.
화석은 발가락이 3개인 최초의 말 종류로, 북아메리카의 올리고세 초기 및 중기 지층에서 발견된 메소히푸스는 크키가 비교적 작아 오늘날의 개와 비슷한 정도의 크기였으나 외형은 오늘날의 말과 상당히 유사했다. 어깨까지의 높이가 60cm로, 에오세에 살았던 에오히푸스나 오로히푸스보다는 훨씬 더 현대마에 가깝다. 메소히푸스는 세대가 내려갈수록 다리가 더 길어졌고, 가늘어졌으며 뇌가 더 컸다. 목이 유연해졌고, 눈의 간격이 넓어져서 멀리 돌아볼 수도 있었다. 체구는 작았지만 매우 재빨랐는데, 앞이빨과 뒷이빨 사이에는 틈이 있다. 뺨족에는 W형의 능선 근육이 발달되어 있다.
이들은 주로 새싹이나 땅에 떨어진 열매, 어린 잎 등을 먹고 살았을 것으로 추정되는데, 이들의 이빨은 후대의 말 종류처럼 풀을 뜯어먹고 살기에는 부적합했기 때문으로 보고 있다. 원시적인 형태의 메소히푸스로부터 올리고세 말기에 미오히푸스로 진화했는데 미오히푸스는 메소히푸스보다 조금 더 컸고 머리도 약간 더 길었다. 어금니의 돌기는 더 많고 복잡했다. 초기 형태의 메소히푸스는 다양한 변종이 생겨나 여러 종류의 말들로 진화했는데 미오히푸스는 그 중 하나이다. 메소히푸스는 미오히푸스와 9백만년을 공존하였다.
메소히푸스는 엔텔로돈트나 하이에노돈, 검치호랑이류에게 잡아먹힐만큼 무기가 없었으나 재빠른 달리기 솜씨로 연명하였다. 올리고세 중기부터는 다양한 환경이 나타났으므로, 초원과 들판, 산악 등 다양한 곳에서 생존한 변종들이 나타나기 시작하였다.

## 같이 보기
- 오로히푸스
- 에피히푸스
- 미오히푸스
- 메리키푸스